# Chopper City in the Ghetto
Chopper City in the Ghetto è il quarto album in studio del rapper statunitense B.G., pubblicato il 20 aprile 1999.

## Tracce
1. Intro (feat. Big Tymers) – 1:52
2. Trigga Play – 4:08
3. Cash Money Is an Army – 3:46
4. Play'n It Raw (feat. Hot Boys) – 4:30
5. With Tha B.G. (feat. Big Tymers) – 3:40
6. Made Man (feat. Baby) – 4:39
7. Bling Bling (feat. Cash Money Millionaires) – 5:12
8. Knockout (feat. Turk and Juvenile) – 3:24
9. Real Niggaz – 4:22
10. Dog Ass (feat. Juvenile) – 3:53
11. Cash Money Roll – 5:15
12. Niggaz In Trouble (feat. Lil Wayne e Juvenile) – 5:35
13. Thug'n – 4:32
14. Hard Times – 4:05
15. Uptown My Home – 3:50
16. Bout My Paper – 4:15

## Classifiche

### Classifiche settimanali
| Classifiche (1999) | Posizione massima |
| ------------------ | ----------------- |
| Stati Uniti        | 9                 |

### Classifiche di fine anno
| Classifica (1999) | Posizione |
| ----------------- | --------- |
| Stati Uniti       | 115       |